# Johanne Andersen
Johanne Hermansen Andersen (født 11. september 1913 i Virket, død 30. september 1999 i Nykøbing Falster) var officielt Danmarks første kvindelige folkekirkepræst. Hun blev ordineret i 1948.
I 1875 fik kvinder tilladelse til at studere ved universitetet. Men først i 1921 hvor loven om lige adgang til stillinger i det offentlige blev vedtaget åbnedes de fleste døre for kvinder, således at de fik mulighed for at besidde de samme stillinger som en universitetseksamen gav mænd adgang til. Præsteembedet blev imidlertid sammen med militære embeder undtaget, og der skulle gå 25 år, før kirken gav efter for kravet om kvindelige præster. I 1940 var Maren Sørensen blev ordineret frimenighedspræst af Niels Dael, men hun var ikke teologisk uddannet.
I 1946 indstillede valgmenighedskirken i Nørre Ørslev på Falster cand.theol. Johanne Andersen. Kirkeministeriet afviste indstillingen, men menigheden holdt på sit og Johanne Andersen begyndte som hjælpepræst. I 1947 vedtog Rigsdagen loven om kvinders adgang til præsteembeder, og Johanne Andersen blev sammen med Ruth Vermehren (en) og Edith Brenneche Petersen præsteviet i 1948. Ordinationen blev foretaget af Fyns biskop Hans Øllgaard, da biskoppen over Lolland-Falsters Stift, Niels Munk Plum, nægtede at gennemføre ordinationen.
Senere var Pastor Johanne Andersen aktiv i forbindelse med at Margrethe Sogn blev udskilt fra Vigerslev Sogn. Hun var meget aktiv såvel i sit embede som med indsamling til opførelsen af den nuværende kirke. Med indsamling og salg af postkort blev der skaffet 700.000 kr. hvilket gav mulighed for lån og statstilskud. Pastor Johanne Andersen var den første præst ved Margrethe Sogn.
I 1975 tog hun sin afsked og flyttede tilbage til Falster, som var hendes hjemegn.